# Henri Pouget de Saint-André
Pour les articles homonymes, voir Pouget et Saint-André.
Henri Pouget de Saint-André, né le 10 décembre 1858 à Paris et mort le 31 décembre 1932 est un historien et essayiste français.

## Biographie
Dans son livre sur la colonisation de Madagascar, il a eu accès à la correspondance du comte de Maudave.

## Thèses
En 1923, dans son livre Les auteurs cachés de la Révolution française, il attribue la Révolution à la stricte observance templière.

## Publications
- Les auteurs cachés de la Révolution française, Paris : Perrin, 1923.
- La colonisation de Madagascar sous Louis XV : d'après la correspondance inédite du Comte de Maudave, Challamel Ainé, 1886) Texte en ligne
- Le général Dumouriez (1739-1823), d'après des documents inédits. (Paris, Perrin et cie, 1914)